# William B. Saxbe

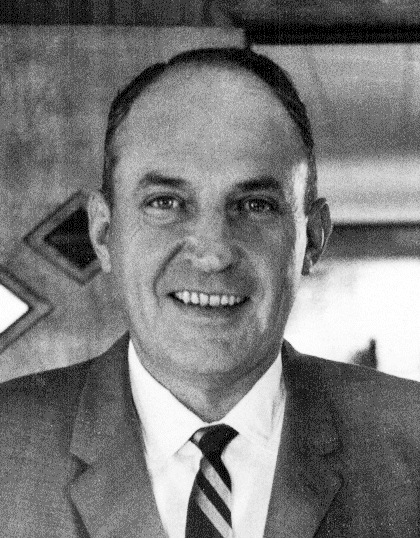
William B. Saxbe

William Bart Saxbe (* 24. Juni 1916 in Mechanicsburg, Champaign County, Ohio; † 24. August 2010 ebenda) war ein US-amerikanischer Jurist und Diplomat, Politiker, Senator und Justizminister (Attorney General).

## Studium, Zweiter Weltkrieg, Koreakrieg und berufliche Laufbahn
Saxbe absolvierte zunächst ein allgemein bildendes Studium an der Ohio State University in Columbus, welches er 1940 mit einem Bachelor of Arts (B.A.) beendete. Im Herbst des Jahres heiratete er Ardath Louise Kleinhans, mit der er drei Kinder hatte: William Bart Jr., Juliet Louise und Charles Rockwell.
Während des Zweiten Weltkrieges diente er von 1940 bis 1945 als Soldat. Nach dem Krieg nahm er ein Studium der Rechtswissenschaften an seiner Alma Mater auf, das er 1948 mit einem LL.B. abschloss. Im gleichen Jahr ließ er sich als Rechtsanwalt in Columbus nieder. Nach Beginn des Koreakrieges diente er 1951 bis 1952 trotz seines politischen Mandates als Soldat in der US Army.
Nach seinem endgültigen Ausscheiden aus der Politik 1977 war er wieder als Rechtsanwalt in Mechanicsburg tätig.

## Politische Laufbahn

### Aufstieg zum Senator der Vereinigten Staaten
Saxbe begann seine politische Laufbahn noch während seines Studiums 1947 mit der Wahl in das Repräsentantenhaus von Ohio. Dort vertrat er bis 1954 die Interessen der Republikanischen Partei. 1953 und 1954 war er zusätzlich Präsident (Speaker) des Parlaments; in dieser Funktion folgte er auf Gordon Renner.
1957 konnte er sich bei der Wahl zum Attorney General von Ohio gegen den demokratischen Mitbewerber Stephen M. Young durchsetzen, neben dem er später Ohio im US-Senat vertrat. Nach zwei Jahren verlor er jedoch die Wiederwahl gegen Mark McElroy. Erst 1963 wurde er wieder zum Justizminister gewählt und übte das Amt diesmal bis 1969 aus. Von 1967 bis 1968 gehörte er auch der Kriminalitätskommission des Bundesstaates an.
1968 kandidierte er für die Wahl zum US-Senator. Dabei setzte er sich gegen den späteren demokratischen Gouverneur von Ohio, John J. Gilligan, durch. Saxbe vertrat die Interessen seines Staates bis zum 17. Dezember 1973 im Kongress. Nachfolger als Senator wurde am 4. Januar 1974 zunächst Howard Metzenbaum, der jedoch bereits am 24. Dezember 1974 vom ehemaligen Astronauten John Glenn abgelöst wurde.

### Justizminister unter Nixon und Ford
Am 17. Dezember 1973 wurde Saxbe von Präsident Richard Nixon als Attorney General in dessen Kabinett berufen. Vor seiner Berufung kam es zu einer kleinen Kontroverse, da die Verfassung untersagte, dass ein Parlamentarier ein Amt der Exekutive übernehmen dürfe, wenn er in der gleichen Wahlzeit zuvor als Mitglied der Legislative über die Höhe der Besoldung des Regierungsamtes mit abgestimmt hatte. Da jedoch keine offensichtliche Bevorzugung Saxbes vorlag, wurde diese Bestimmung ignoriert.
Während seiner Amtszeit versuchte er, insbesondere das Justizministerium aus den Ermittlungen um die Watergate-Affäre zu halten, was sich allerdings insoweit als schwierig erwies, als gegen zwei seiner Vorgänger (Richard Kleindienst sowie insbesondere John Mitchell) wegen der Affäre ermittelt wurde. Im Übrigen verfolgte er als Justizminister einen harten, nach Law and Order ausgerichteten Stil, insbesondere in der Bekämpfung von bewaffneten Gewaltverbrechen. Andererseits verfasste er einen Bericht, der das bisherige Vorgehen des FBI insbesondere gegen die Black Panther Party kritisierte.
Auch unter Präsident Gerald Ford gehörte er dem Kabinett bis zu seiner Ablösung durch Edward H. Levi am 14. Januar 1975 an. Im Anschluss daran war er von Februar 1975 bis November 1976 Botschafter der Vereinigten Staaten in Indien als Nachfolger von Daniel Patrick Moynihan.